# Boaventura Freire

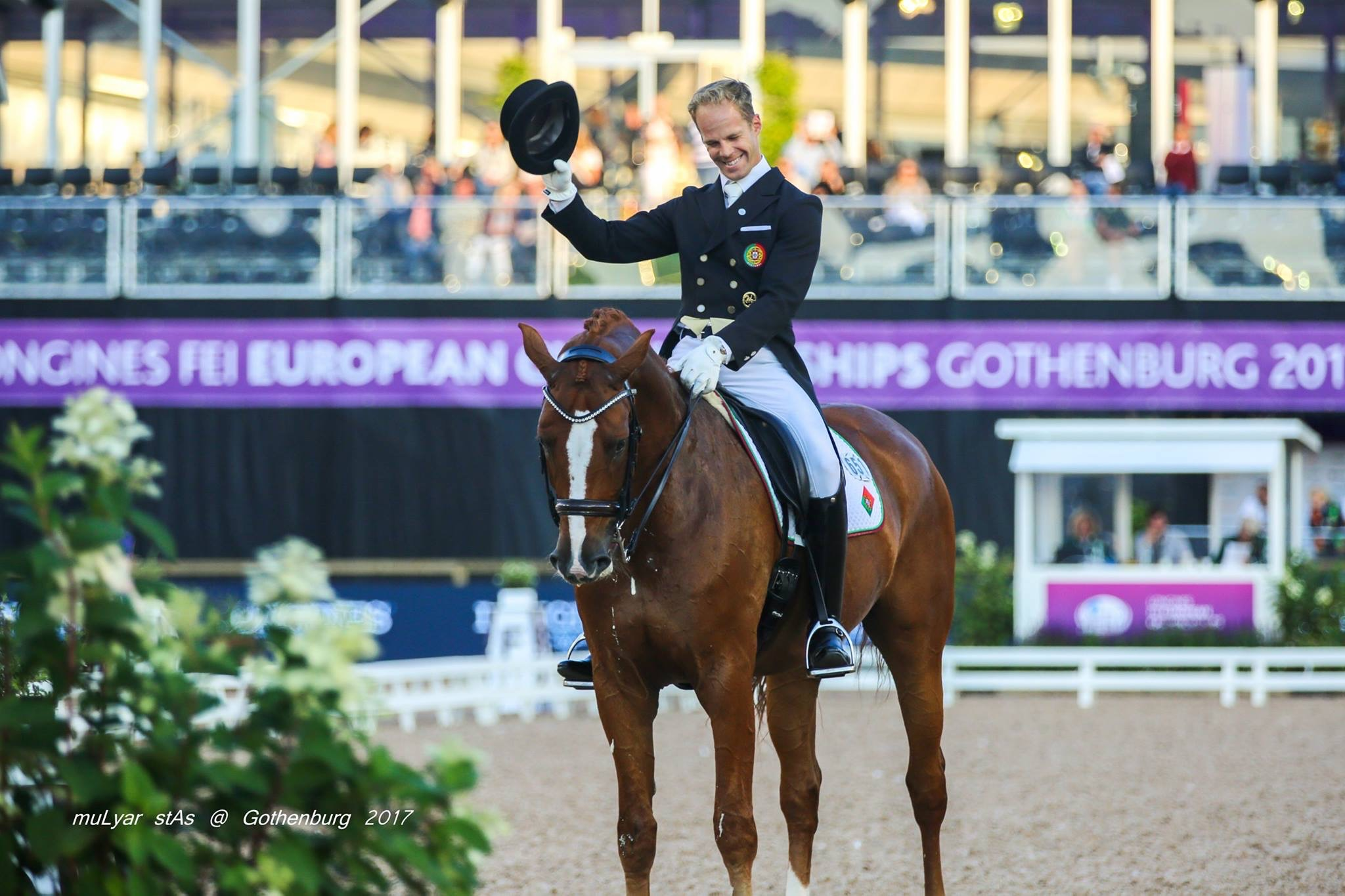
Boaventura Freire 2017 bei den Europameisterschaften in Göteborg

Boaventura Freire (* 1988 in Lissabon) ist ein portugiesischer Dressurreiter.

## Werdegang

### Kindheit
Boaventura Freire, auch bekannt als Ventura, wuchs in der Nähe von Lissabon auf und verbrachte einen Großteil seiner Kindheit auf dem Lusitano-Gestüt seines Onkels. Mit sechs Jahren präsentierte er zum ersten Mal einen Lusitanohengst auf einer Zuchtveranstaltung.
Im Jahr 2000 lernte Ventura den Dressurreiter Nuno Palma e Santos kennen, der das Talent des Zwölfjährigen erkannte und ihm den Dressursport näher brachte. In den folgenden Jahren trainierten die beiden gemeinsam und sammelten zahlreiche Erfolge. So war Ventura mit seinem Hengst Rivero Teil der portugiesischen Mannschaft bei den Europameisterschaften der Junioren 2003.
Als Nuno Palma e Santos 2004 mit seinen Pferden nach Deutschland umzog, folgte Ventura ihm. Mit 16 entschied er sich für eine Ausbildung zum Pferdewirt.

### Lehrjahre

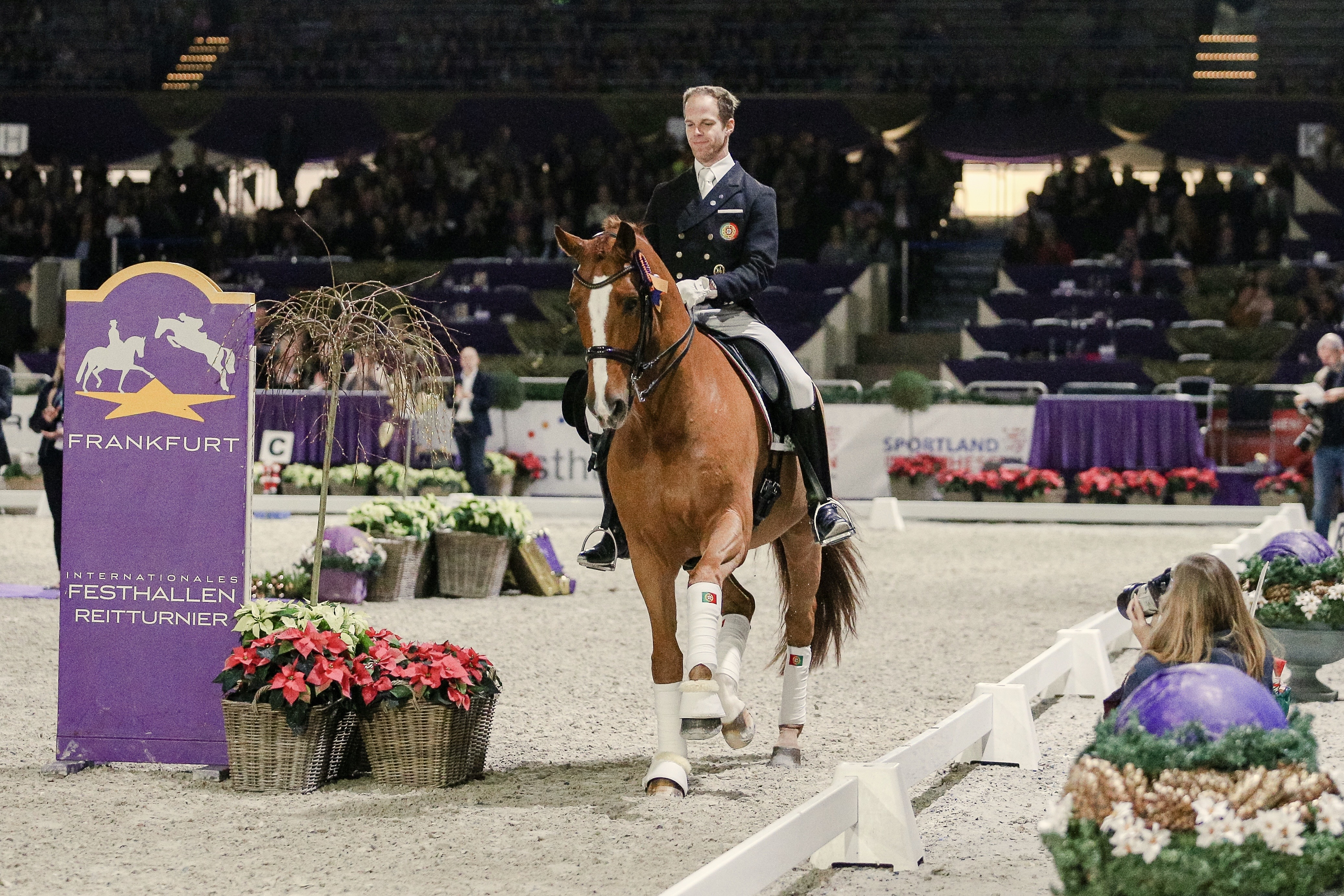
Boaventura Freire beim Frankfurter Festhallen-Reitturnier 2018

Von 2004 bis 2008 trainierte Ventura gemeinsam mit Dolf-Dietram Keller auf dem Klosterhof Medingen. Er war mit seinem Pferd „Peralta Pinha“ fester Teil der portugiesischen Mannschaft. Die größten gemeinsamen Erfolge der beiden sind die Bronzemedaille bei dem Weltcupfinale 2007 und die Bronzemedaille bei den Europameisterschaften 2008.
Mit 20 Jahren wurde Ventura das Goldene Reitabzeichen verliehen. Im selben Jahr erhielt er das Angebot, auf der Anlage des Pferdesport Wintermühle in Neu-Anspach als leitender Bereiter zu arbeiten. Dort war er von 2008 bis 2011 für die Ausbildung und Turniervorstellung der Pferde bis zum Grand-Prix-Niveau zuständig.
Im folgenden Jahr trainierte Ventura seine eigenen Pferde gemeinsam mit Johan Zagers.
2012 zog Ventura wieder nach Portugal zu seiner Familie. Für die kommenden zwei Jahre war er für die Ausbildung der Pferde von Dressage Plus zuständig. Der Fokus lag vor allem auf dem Training der jungen Hengste und deren Turniervorstellung. Dabei gewann Ventura 2013 und 2014 die portugiesischen Meisterschaften für 5- und 6-jährige Dressurpferde mit Pferden, die er ein paar Jahre später erfolgreich auf Grand-Prix-Niveau präsentierte.
2014 entschied sich Ventura, zurück nach Norddeutschland zu gehen. In Zusammenarbeit mit seinem langjährigen Ausbilder, Dolf-Dietram Keller, trainierte er seine acht jungen Pferde fortan am Ausbildungszentrum Luhmühlen. In den folgenden Jahren sammelte er zahlreiche nationale und internationale Siege mit verschiedenen Pferden. 
Er war mit seinem Championatspferd Sai Baba Plus bei den Europameisterschaften 2017 in Göteborg Teil der portugiesischen Equipe, die sich auf dem sechsten Rang platzierte.

### Selbständigkeit
2018 zog Ventura mit seinen Pferden in eine eigene Stallgasse im Süden Hamburgs. Sein Fokus liegt auf der Ausbildung von Dressurpferden für den Grand Prix Sport und deren Turniervorstellung. Neben der Ausbildung seiner Pferde ist Ventura Dressurtrainer im Raum Hamburg und Hannover. Neben vielen erfolgreichen Dressurschülern bis zur schweren Klasse etabliert er sich auch als Trainer für Vielseitigkeitsreiter. So traten zwei seiner Reitschüler bei den Weltmeisterschaften 2022 in Pratoni an.

## Erfolge

### Junioren und Junge Reiter
- 2002: Portugiesischer Meister der Junioren
- 2002: Portugiesischer Meister der Junioren
- 2003: Portugiesischer Meister der Junioren
- 2004: Teil der portugiesischen Mannschaft bei den Europameisterschaften der Junioren in Saumur (FRA)
- 2006: Teil der portugiesischen Mannschaft bei den Europameisterschaften der Jungen Reiter in Barzago (ITA)
- 2007: 9. Platz Finale Europameisterschaften der Jungen Reiter in Nussloch (GER)
- 2007: 3. Platz Weltcupfinale der Jungen Reiter in der Frankfurter Festhalle (GER)
- 2008: Bronze Europameisterschaften der Jungen Reiter in Azeitão (POR)

### Senioren
- 2013: Portugiesischer Meister der 5- und 6-jährigen Dressurpferde
- 2014: Portugiesischer Meister der 5- und 6-jährigen Dressurpferde
- 2016: Landesmeister Hannover

Bei den Senioren erzielte Freire folgende Erfolge:
- 2016: 1. Platz CDI4* Grand Prix & Grand Prix Special de Dressage in Achleiten (AUT)
- 2016: 5. Platz CDI4* Frankfurter Festhalle (GER)
- 2017: CDI5* Weltcupfinale in Neumünster (GER)
- 2017: Teil der portugiesischen Equipe bei den Europameisterschaften in Göteborg (SWE)
- 2017: 1. Platz CDI4* Grand Prix & Grand Prix Special de Dressage in Achleiten mit Sai Baba Plus(AUT)[3]
- 2018: 3. Platz CDI-W Grand Prix & Grand Prix Freestyle in Mariakalnok (HUN)
- 2018: 3. Platz CDI-W in Zakrzow (POL)
- 2019: 1. Platz CDI3* Grand Prix & Grand Prix Special  in Zakrzow (POL)
- 2022: 1. Platz St. Georg Special* in Scharnebeck (GER)
- 1. Platz Prix St. Georg in Medingen (GER)
- Berufung in den B-Kader der portugiesischen Nationalmannschaft